# Skjern Sogn (Viborg Kommune)
 For alternative betydninger, se Skjern Sogn. (Se også artikler, som begynder med Skjern Sogn)
Skjern Sogn er et sogn i Viborg Østre Provsti (Viborg Stift).
I 1800-tallet var Skjern Sogn anneks til Vester Velling Sogn. Begge sogne hørte til Middelsom Herred i Viborg Amt. Vester Velling-Skjern sognekommune blev ved kommunalreformen i 1970 delt: Skjern kom til Bjerringbro Kommune, som ved strukturreformen i 2007 blev indlemmet i Viborg Kommune. Og Vester Velling kom til Hvorslev Kommune, som ved strukturreformen blev indlemmet i Favrskov Kommune.
I Skjern Sogn ligger Skjern Kirke og Skjern Hovedgård, i hvis nærhed der ses et voldsted. 
I sognet findes følgende autoriserede stednavne:
- Frederiksberg (bebyggelse)
- Karmark (bebyggelse)
- Karmark Skov (areal)
- Løvskal (bebyggelse, ejerlav)
- Løvskal Skov (areal)
- Skjern (ejerlav)
- Skjern Mark (bebyggelse)
- Tindbæk (bebyggelse, ejerlav)
- Tindbæk Fælled (bebyggelse)
- Tindbæk Mark (bebyggelse)
- Tindbæk Udflyttere (bebyggelse)
- Trehøje (bebyggelse)